# بنو عامر (الأندلس)
العامريون أو بنو عامر هم سلالة تولت الوزارة أو الحجابة للخلفاء الأمويين في الأندلس 978-1009 م. من ملوك الطوائف في بلنسية 1016-1085 م.
هي سلالة عربية الأصل. مؤسس السلالة محمد بن أبي عامر (978-1002 م) وابنه عبد الملك بن محمد العامري (1002-1008 م) استطاعا وبعد حملات ناجحة في شمال الأندلس -الاستيلاء على برشلونة 985 ثم شنت يعقوب 997 م) ثم في المغرب -الاستيلاء على فاس 986 م- أن ينعشا الخلافة ولو لآخر مرة. بعد مقتل ابنه الأصغر عبد الرحمن عام 1009 م والذي سيطر على الخلافة، هرب ابنه عبد العزيز (1021-1061) إلى بلنسية -كانت تحت أيدي لأحد أتباعه منذ 1016-، حيث أصبح هو وخلفائه من بعده ملوك للإمارة الجديدة. بين سنوات 1065 و1061 أجلاهم بنو ذي النون -أصحاب طليطلة- عن بلنسية، ثم مرة أخيرة عام 1085 م. كان للعامريين أتباع كثيرون بعضهم حكم بشكل مستقل كما في المرية 1012-1041، مرسية ودانية 1019-1076، طرطوسة 1038-1061 وجزائر الأندلس الشّرقية المعروفة الآن باسم جزر البليار 1016-1114 م.

## بنو عامر
حكام بني عامر في قرطبة وبلنسية:
- محمد بن أبي عامر (367 - 392 هـ/978 - 1002م): مؤسس السلالة والحاكم الفعلي لخلافة قرطبة في عهده.
- عبد الملك بن محمد العامري (392 - 399 هـ/1002 - 1008م): ورث الحكم في قرطبة.
- عبد الرحمن المنصور (399 هـ/1008م - 1009م): انتهى به عهد الحجابة في قرطبة.
- عبد العزيز المنصور (؟ - 452 هـ/1021 - 1061م): فرَّ من قرطبة بعد نزاعٍ مع أخيه، وانتقل إلى حكم بلنسية.
- عبد الملك المظفر (452 - 457 هـ/1061 - 1065م): حكم بلنسية حتى سقوطها في يد المعتضد.
- أبو بكر بن عبد العزيز (1076 - 1085م): أحيا الدولة من جديد.
- أبو عمر عمرو عثمان بن أبي بكر (1085 - 1086م): نهاية بني عامر.

حكام بني عامر في مرسية:
- أفلح العامر (1010 - 1014م).
- خيران الصقلبي (1014 - 1028م).
- زهير الصقلبي (1028 - 1038م).